# Приднепровская низменность
Приднепро́вская ни́зменность (укр. Придніпро́вська низовина́) — низменность на юге Восточно-Европейской равнины на левом берегу Днепра в пределах Белоруссии и Украины (от Черниговской до Днепропетровской и Харьковской областей).

## Описание
Приднепровская низменность является широкой долиной Днепра и системой надпойменных террас. Она ограничена Среднерусской и Приднепровской возвышенностями. На юге граничит с Донецкой и Приазовской возвышенностями и Причерноморской низменностью. Высота 50—160 м, наивысшая точка 226 м, ширина до 120 км. Сложена флювиогляциальными и аллювиально-озёрными песками, суглинками, лёссами и лёссовидными суглинками. Большая часть распахана. Характеризируется высоким с/х освоением, развитым животноводством и земледелием. Геоструктурно соответствует Днепровско-Донецкой впадине. Присутствуют месторождения нефти и газа (Днепровско-Донецкая нефтегазоносная область), каменная соль, строительные материалы.
Большая часть низменности лежит в пределах древних днепровских пород.